# Locomotiva FNM E.660
Le E 660 ed E 661 sono state delle locomotive elettriche di Ferrovie Nord Milano frutto della trasformazione di tre locomotive del gruppo 1061 delle ferrovie croate, acquistate per prestare servizio sia su treni passeggeri che merci non vennero mai immesse in esercizio a causa di problemi emersi nelle fasi di collaudo.

## Storia
Le locomotive gruppo 362 vennero prodotte in 50 esemplari a partire dal 1960 da Ansaldo-Asgen su richiesta delle ferrovie jugoslave che avevano la necessità di espandere il proprio parco rotabili e di sostituire le vecchie 361 (ex E.626 FS ricevute come riparazione di guerra al termine della seconda guerra mondiale). In seguito alla dissoluzione della Jugoslavia 18 di queste macchine rimasero in servizio con le ferrovie slovene mentre le altre 32 con ferrovie croate che le rinominarono HŽ 1061.
Nel 2004 l'officina TŽV Gredelj di Zagabria ammodernò tre esemplari di HŽ 1061 per conto di FNM che li avrebbe dovuti impiegare principalmente per il traino di treni merci. Le corse prova eseguite in seguito alla ricezione di queste macchine ne evidenziarono l'inaffidabilità dovuta all'obsolescenza della locomotiva e ai lavori di revamping; come conseguenza dei problemi tecnici emersi le macchine vennero accantonate prima ancora di entrare in esercizio.
Nel 2016 il Gruppo FNM pubblicò un bando con scadenza al 31 dicembre per la vendita dei tre esemplari di E 660/661 che però andò deserto. Da luglio 2017 le tre macchine sono state trasferite presso il Parco Camnago di Seveso, adiacente alla diramazione Seveso-Camnago della ferrovia Milano-Asso, dove sono rimaste per anni in abbandono. Nell'aprile del 2023 le tre macchine sono state demolite in loco senza aver mai prestato servizio per FNM.

## Tecnica
Le E 661-001 e -002 sono state ricavate dalla HŽ 1061 021 e dalla HŽ 1061 013, costruite rispettivamente nel 1964 e nel 1962.
La E 660-051 è il risultato della conversione della HŽ 1061 105 costruita nel 1968 e facente parte della seconda serie di 10 esemplari modificati per operare su linee di montagna.
Le locomotive JŽ 362 sono alimentate a 3 kV cc e sono state progettate basandosi sulle E.636 e sulle prime E.646 e per tale ragione, anche in seguito alla ricostruzione in E 660/661, ne condividono diverse caratteristiche. La cassa articolata e il rodiggio Bo'Bo'Bo' consentivano alla macchina di ottenere un buon inserimento in curve di raggio ridotto, e un elevato coefficiente di aderenza; i carrelli sono derivati da quelli delle E.646 incrementandone il passo. Le locomotive erano ad avviamento reostatico e disponevano di sei motori sospesi a naso con ingranaggio di trasmissione elastico e con sospensioni in gomma per consentire elevati elasticità e smorzamento ed erano in grado di erogare una potenza di 2 640 kW e fornire uno sforzo di trazione di 360 kN. La locomotiva disponeva sia di frenatura pneumatica che reostatica e di un sistema anti-pattinaggio.
Il revamping ha portato queste locomotive ad avere nuove cabine, l'implementazione di un sistema elettronico di controllo della trazione ad azionamento reostatico, l'installazione di un sistema di ripetizione segnali conforme alla circolabilità sulla rete ferroviaria italiana, nuovi compressori, gruppi statici in sostituzione dei motoalternatori e motori ricostruiti con isolamento di classe F; è stato inoltre installato il REC in previsione dell'utilizzo di queste locomotive su treni passeggeri. Le E 660/661 hanno mantenuto dalle HŽ 1061 l'avviamento reostatico, la velocità massima di 120 km/h, i sistemi anti-pattinaggio e l'alimentazione a 3 kV.
Oltre a problemi di inaffidabilità causati dagli avvolgimenti dei motori e dal loro isolamento emersi durante le corse prova, l'insuccesso di queste macchine fu decretato dagli elevati costi di operatività e manutenzione che comportano i motori a corrente continua e l'avviamento reostatico.